# David Wilson (football)
Pour les articles homonymes, voir David Wilson et Wilson.
David Wilson (né vers 1908 à Hebburn dans le comté de Durham et mort le 22 février 1992 à Glasgow en Écosse) était un joueur de football anglais.

## Biographie
Il a joué en Écosse dans les clubs de l'Hamilton Academical Football Club et du Stranraer Football Club. 
Il finit meilleur buteur de la Scottish Football League lors de la saison 1936–37, avec 34 buts, ce qui constitue encore un record du plus de buts en une saison inscrit par un joueur du Hamilton Academical club.
Il a en tout inscrit 246 buts en onze saisons avant la Seconde Guerre mondiale, faisant de lui l'un des meilleurs joueurs du club de tous les temps.

## Palmarès
Hamilton Academical FC
- Meilleur buteur du Championnat d'Écosse de football (1) :
  - 1937: 34 buts.
- Finaliste de la Scottish Cup (1) :
  - 1935.